# Argyroderma
Argyroderma N.E.Br., 1922 è un genere di piante succulente appartenente alla famiglia Aizoaceae, originario del Sudafrica.
Il nome del genere deriva dal greco arghyrion (argento) e dérma (epidermide) per via del loro aspetto e del loro colore.

## Descrizione
Sono piante piccole a forma di pietra con una spaccatura centrale da cui sboccia un fiore dal corto picciolo.

## Tassonomia
Il genere comprende le seguenti specie:
- Argyroderma congregatum L.Bolus
- Argyroderma crateriforme (L.Bolus) N.E.Br.
- Argyroderma delaetii C.A.Maass
- Argyroderma fissum (Haw.) L.Bolus
- Argyroderma framesii L.Bolus
- Argyroderma × octophyllum (Haw.) Schwantes
- Argyroderma patens L.Bolus
- Argyroderma pearsonii (N.E.Br.) Schwantes
- Argyroderma ringens L.Bolus
- Argyroderma subalbum (N.E.Br.) N.E.Br.
- Argyroderma testiculare (Aiton) N.E.Br.
- Argyroderma theartii van Jaarsv.

## Coltivazione
Le specie di Argyroderma necessitano in modo particolare di un terreno molto poroso e drenante, composto da terra concimata, sabbia e ghiaia molto grossolana.
La posizione è di pieno sole, le annaffiature dovranno essere regolari ma solo quando la terra si presenterà asciutta, mentre andranno completamente sospese nel periodo invernale quando dovranno essere mantenute ad una temperatura non inferiore ai 4 °C.
La riproduzione avviene per seme, spargendo i semi in un letto di sabbia umida senza interrarli e mantenendo un'aerazione costante in modo da evitare marciumi; andranno poi conservati ad una temperatura di circa 21 °C.